# Терморізак (гірництво)
Терморізак (рос. терморезак, англ. thermocutter, thermal cutting torch; нім. Schneidbrenner m) — породоруйнуючий термогазоструминний інструмент, призначений г.ч. для прорізання щілин у масиві гірських порід. Використовується для створення додаткових площин оголення при видобутку блоків природного каменю, а також для пасирування блоків.
У гірничій промисловості Т. набули поширення на початку 60- х рр. XX ст. (СРСР, США, Франція). Високотемпературний газовий струмінь (т-ра до 2000-3000 оС) з надзвуковою швидкістю активно діє на поверхню гірських порід. Під впливом високої т-ри в гірських породах виникають внутр. напруження в поверхневому шарі породи з подальшим її руйнуванням, що протікає звичайно в режимі злущення. Швидкість руйнування породи під дією високотемпературного газового струменя залежить від теплофізичних властивостей породи, її мінералогічного складу, структури, текстури, тріщинуватості, раціонального використання енергії газового струменя і т.і. Найбільша продуктивність досягається звичайно на монолітних грубозернистих ґранітах з високим вмістом кварцу (30-40 %) і мінім. вмістом біотиту (до 10 %) — до 2,5 м3/год. при ширині щілини до 110 мм, глиб. 4500 мм (фірма «Pellengrini», Італія).